# Gurma (Volk)

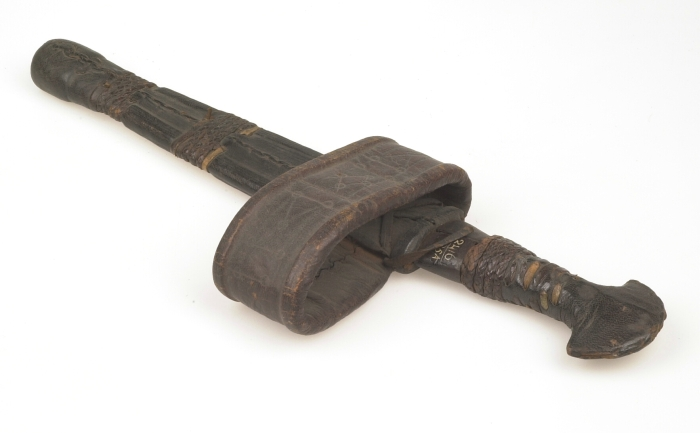
Dolch von Gurma aus Togo (vor 1955)

Die Gurma (auch Gulimancéba, Gourmantché oder Gourma) sind eine Ethnie im Südosten Burkina Fasos – dem ehemaligen Königreich Gourma (Gulmu) bzw. den heutigen Provinzen Gnagna, Gourma, Komondjari, Kompienga und Tapoa – sowie im nördlichen Benin, Ghana und Togo und im westlichen Niger.
Viele Gourmantché hängen noch traditionellen Religionen an, doch gibt es auch Christen und Muslime.
Ihre Sprache Gurma – auch Gourmantché genannt – ist verwandt mit dem Mooré der Mossi.

## Bekannte Gurma
- Léopold Kaziendé (1910–1999), nigrischer Politiker burkinischer Herkunft
- Tinguizi (um 1913–1983), nigrischer Erzähler